# Per Karlsson (fotbollsspelare född 1989)
Per Johan Karlsson, född 20 april 1989 i Vinbergs församling i Hallands län, är en svensk fotbollsspelare som spelar för Galtabäcks BK.

## Karriär
I december 2015 förlängde han sitt kontrakt med Falkenbergs FF på två år, för att sedan förlänga ytterligare två år.
I februari 2020 återvände Karlsson till Tvååkers IF. I januari 2021 meddelade Karlsson att han lämnade klubben och avslutade elitkarriären. Karlsson spelade sedan vidare i division 5-klubben Galtabäcks BK som säsongen 2021 blev uppflyttade till division 4 och säsongen 2023 uppflyttade till division 3.